# 金平秋海棠
金平秋海棠（学名：Begonia baviensis）为秋海棠科秋海棠属的植物，是中国的特有植物。分布在越南以及中国大陆的云南等地，多生长在山谷阴湿水边及密林下阴湿处，目前已由人工引种栽培。